# Magdalena de Passe
Magdalena van de Passe (Colonia, 1600-Utrecht, 1638), fue una importante miembro de la familia Van de Passe, artistas grabadores de los Países Bajos.

## Biografía
Hija del grabador Crispijn van de Passe y hermana de Simon, Crispijn II y Willem. En vida fue muy famosa y firmó sus primeras obras a la edad de 14 años, dos años menos que cuando empezaron sus hermanos. Cuando tenía 33 o 34 años se casó con el artista Frederick van Bevervoordt, pero murió dos años más tarde. Enseñó el arte del grabado a Anna Maria van Schurman.
Como sus hermanos, ayudó a su padre con sus proyectos de grabado. Su obra se centra en paisajes y retratos, pero también colaboró con su hermano Willem en 65 grabados para Heroologia Anglica de Henry Holland, publicado en 1620. Es probable que también colaborara con su padre en las ilustraciones para la traducción de Karel van Mander de Las metamorfosis de Ovidio, pero este importante proyecto quedó inacabado; así y todo, Francisco Foppens rescató los grabados de Magdalena, publicándolos en su lujosa edición de Las metamorfosis de 1677.

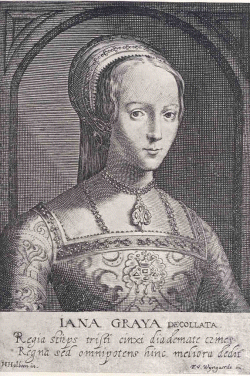
Lady Jane Grey de la Heroologia.
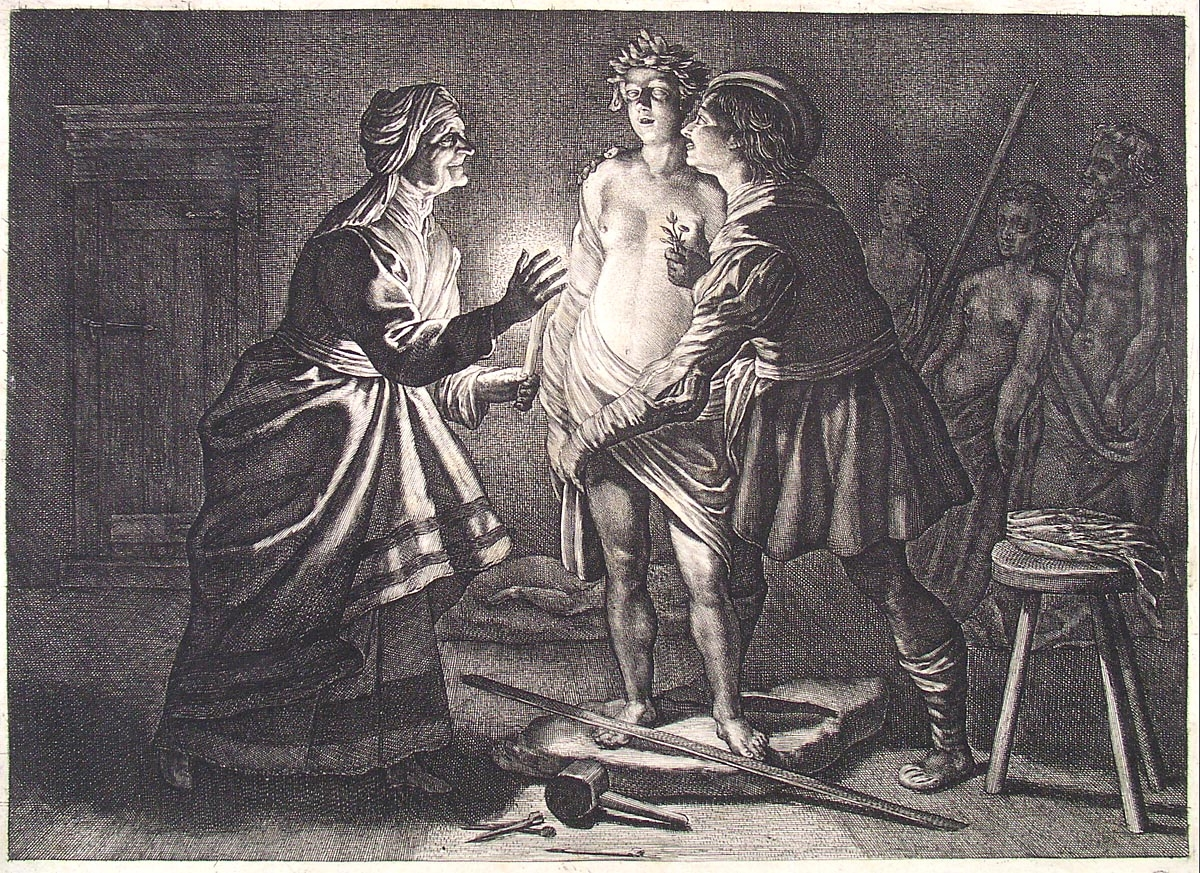
Pigmalión

Mantuvo amistad con el pintor Adriaen van de Venne, quien le escribió un poema dedicado, al igual que el amigo de la familia Arnold Buchelius. También se le concedió una patente de los Estados Generales para la fabricación de gorros de dormir impresos con grabados de figuras populares. Aunque éstos parecen haber sido bastante populares entonces, ningún ejemplar se conserva hoy en día.